# Субстанция мышления: Язык как окно в человеческую природу
Субстанция мышления: Язык как окно в человеческую природу (англ. The Stuff of Thought) — научно-популярная книга канадско-американского учёного и популяризатора науки, психолога Стивена Пинкера. В книге автор «анализирует, как наши слова соотносятся с мыслями и окружающим миром, и показывает, что это говорит нам о нас самих». Другими словами, Пинкер «исследует тайну человеческой природы, исследуя, как мы используем слова». Книга стала бестселлером по рейтингу газеты New York Times.

## Содержание
Пинкер пишет в своей книге, что язык открывает окно в человеческую природу и что «анализ языка может выявить, что люди думают и чувствуют». Он утверждает, что язык должен делать две вещи:
- 1) передать сообщение другому человеку, и
- 2) обсудить социальные отношения между говорящим и слушателем.

Следовательно, язык всегда функционирует на этих двух уровнях. Например, обычное утверждение, такое как «Если бы вы могли передать соль, было бы здорово», функционирует и как запрос (хотя формально не является запросом), а также как средство быть вежливым или не оскорбительным (отсутствие приказного тона). Пинкер говорит об этом примере:

Это стало настолько распространенным явлением, что мы даже не замечаем, что это скорее философские размышления, чем прямой императив. Это своего рода социальная дилемма. С одной стороны, вам нужна соль. С другой стороны, вы не хотите легкомысленно командовать людьми. Таким образом, вы разделяете разницу, говоря что-то, что буквально не имеет смысла, одновременно передавая сообщение о том, что вы не обращаетесь с ними как с каким-то лакеем— 
.
Через эту призму Пинкер задает такие вопросы, как «Что особенный синтаксис ругани говорит нам о нас самих?» Или, другими словами: «Что на самом деле означает  «трах...» в слове «трах... тебя»?» ― этот вопрос автор обсуждает в главе «Семь слов, которые нельзя сказать по телевидению». Аргументы, содержащиеся в нем, опираются на его предыдущие работы, в которых человеческая природа изображается как обладающая «различными и универсальными свойствами, некоторые из которых являются врожденными — определяются при рождении генами, а не формируются в первую очередь окружающей средой».

## Издание в России
Книга была переведена на русский язык и вышла в свет в издательстве «Либроком» в 2013 году. ISBN 978-5-397-03891-1